# Strongylus equinus
Strongylus equinus är en rundmaskart som beskrevs av Müller 1780. Strongylus equinus ingår i släktet Strongylus och familjen Strongylidae. Arten är reproducerande i Sverige. Inga underarter finns listade i Catalogue of Life.